# Ulrich Taffertshofer
Ulrich Taffertshofer (* 14. Februar 1992 in Penzberg) ist ein deutscher Fußballspieler.

## Karriere
Ulrich Taffertshofer wuchs in Abertshausen bei Obersöchering auf und begann seine Karriere beim SV Söchering. Nach mehreren Spielzeiten bei Vereinen in Murnau und Starnberg wechselte er mit 16 Jahren zum TSV 1860 München. Dort war der Innenverteidiger von der U17 an Stammspieler der Jugendmannschaften in der jeweiligen Juniorenbundesliga. Außerdem gehörte er der Bayernauswahl des Bayerischen Fußball-Verbandes an. 2011 stand er mit der U19 der Löwen im Halbfinale um die deutsche Meisterschaft.
Später spielte Taffertshofer ein Jahr in der Regionalligamannschaft der Löwen, wo er aber nur unregelmäßig zum Einsatz kam. Zur Saison 2012/13 wechselte er deshalb zu Wacker Burghausen. Dort wurde er zu einer festen Größe in der Abwehr der zweiten Mannschaft in der Bayernliga. Nach dem Ausfall gleich mehrerer Abwehrspieler in der Profimannschaft des Vereins bekam er seine Chance und gab am 6. März 2013 sein Debüt in der 3. Liga über 90 Minuten und nur wenig später spielte er ein zweites Mal über die volle Spielzeit. Im Sommer 2015 wechselte er zum oberbayerischen Regionalligisten SpVgg Unterhaching. Mit Unterhaching wurde er 2017 Meister der Regionalliga Bayern und stieg in die 3. Liga auf. Im Sommer 2018 wechselte er zum Drittligakonkurrenten VfL Osnabrück. Mit Osnabrück wurde er 2019 Meister der 3. Liga und stieg in die 2. Fußball-Bundesliga auf. Nachdem er mit dem VfL Osnabrück zwei Spielzeiten in der zweithöchsten deutschen Spielklasse verbracht hatte, stieg er im Jahr 2021, nach Relegationsspielen gegen den FC Ingolstadt 04, mit dem VfL wieder in die 3. Liga ab. Er verlängerte trotz des Abstiegs seinen Vertrag und blieb den Osnabrückern erhalten.
Zur Saison 2022/23 wechselte der Taffertshofer zum Ligakonkurrenten FC Erzgebirge Aue. Dort kam er auf 19 Drittligaeinsätze. Zur Saison 2023/24 wechselte Taffertshofer innerhalb der Liga zum Aufsteiger VfB Lübeck, bei dem er einen Vertrag bis zum 30. Juni 2025 unterschrieb. Er absolvierte 34 Ligaspiele, konnte den direkten Wiederabstieg in die Regionalliga Nord jedoch nicht verhindern. Anschließend endete Taffertshofers Vertrag, da dieser nur für die 3. Liga gültig war.
Zur Saison 2024/25 schloss sich Taffertshofer dem spanischen Viertligisten Atlético Baleares an.

## Erfolge
- Meister der 3. Liga und Aufstieg in die 2. Bundesliga: 2019

## Sonstiges
Taffertshofers jüngerer Bruder Emanuel Taffertshofer ist ebenfalls Fußballprofi. Er durchlief auch die Jugendmannschaften des TSV 1860 München und stand in der Spielzeit 2015/16 im Kader der ersten Mannschaft der Münchner Löwen.
Bei der SpVgg Unterhaching erhielt Taffertshofer den Spitznamen „Sheriff“, als er als Vertretung für den Mannschaftskapitän Josef Welzmüller einsprang. Der Spitzname stammt daher, dass der Eishockeyspieler Steve Pinizzotto vom EHC Red Bull München zuvor vom dortigen Stadionsprecher als Sheriff bezeichnet wurde, nachdem er für seinen Mannschaftskapitän eingesprungen war.